# Coenobia fusca
Coenobia fusca là một loài bướm đêm trong họ Noctuidae.